# Apanteles cebes
Apanteles cebes är en stekelart som beskrevs av Nixon 1965. Apanteles cebes ingår i släktet Apanteles och familjen bracksteklar. Inga underarter finns listade i Catalogue of Life.